# 西ドイツ国鉄111形電気機関車
西ドイツ国鉄111形電気機関車 (ドイツ語: Baureihe 111) は、ドイツ連邦鉄道の電気機関車。

## 概要
営業最高速度は160 km/h。現在はもっぱら地域輸送や都市近郊輸送に投入されているが、登場時には重負荷の長距離旅客輸送にも用いられた。ライン＝ルール地域では、1980年代にSバーン機関車として使用され、通常とは異なる塗色を施されたほか、先頭窓に巻き上げ式の行先案内表示器が増設されている。
本形式は110形の後継機である。110形の生産終了後、さらなる高速機関車が必要となったことから、1970年にすでに定評のあった110形の部品を基礎として、後継機を開発することを決定した。
注目すべき特長として、新型台車の採用によって高速運転時の騒音・振動が改善されたこと、そして運転手の作業環境が改善されたことが挙げられる。後者については人間工学にもとづいて設計されたドイツ鉄道統一型運転台が開発され、その後も新しい機関車・制御客車・動力車に採用され続けている。
111形001号機はクラウス＝マッファイ製作所で製造された。1984年まで計227両が製造され、クラウス＝マッファイ、ヘンシェル、クルップが機械構造部門を、シーメンス、AEG、ブラウン・ボベリ (BBC) が電気部門を担当した。
本形式は六期の製造ロットで分類される。すなわち001－070号機、071－110号機、111－146号機、147－178号機、179－210号機、211－227号機で区分され、三番目・四番目のロットはSバーン用機である。なお最後の製造ロット分はドイツ連邦鉄道が実際に必要としていたのではなく、メーカー各社の製造ライン維持のために製造された。
本形式はドイツ連邦鉄道にとって最後に導入される交流専用の電気機関車となり、その後は交直両用電気機関車へ移行するはずであったが、東西ドイツ統一後には政治的な理由により、従来型の東ドイツ製243形が112.1形として導入されることとなった。

## 運用の歴史

### Sバーン用機関車
ライン＝ルールSバーンの新規開業にあたり、複数の便所を備え、より快適に長距離運用に入ることの出来る車輌が求められた。また政治的な理由により、上記の120形が完成するまでの間、各車輛メーカーが最小限の労力で新車輛を開発することとなった。そこで1979年、当初計画されていた420形（複数のトイレを備えた電車）の代わりに、111形機関車とX客車（x-Wagen）を組み合わせたプッシュプル列車を投入することが決定された。111号機から188号機までは当時Sバーンで用いられたオレンジ色・灰白色で「ポップカラー」で塗装された。Sバーン車輌として必要になるので、前窓に行先表示器が設置され、初めての試みとして列車の引き通し線 (Information- und Steuerungsleitung) によって制御される「時分割多重化方式プッシュプル列車制御装置」 (zeitmultiplexe Wendezugsteuerung) が導入された。また機関士用に車内放送装置と、扉開閉制御装置も設けられた。
Sバーン用の111形を公式に「113形電気機関車」へ改番する動きもあったが、結局全機が地域輸送列車へ投入され、プッシュプル運転に対応できるよう改造されたことで、区別の必要はなくなったことから、改番は実行されなかった。

### 特急列車用機関車
1979年、利用客の増大を図るため、インターシティで二等客車が導入された。さらにICの路線網は拡充されて、主要路線は毎時運行（Stundentakt）が確保された。この頃、純粋な高速向け103形機関車を時速140から160キロで走行させた場合、重量級の客車を比較的低速で牽引することになるので、高速向けにセッティングされている主電動機に、過負荷がかかって激しく摩耗するなどの問題がすでに明らかになっていた。また103形は145輌しかなく、当時の需要を満たすには少な過ぎた。そこで、台車を再調整したうえで、1980年5月から111形の許容最高速度が、時速150キロから160キロに引き上げられ、その時から111形はインターシティ列車にも投入されることとなった。111形はもっぱらミュンヘンから南方へのインターシティー特急に投入され、オーバーバイエルンやオーストリアを結ぶ長距離路線、例えば「カルヴェンデル特急」を牽引した。またインターレギオ（地域間急行）の導入時に、最高時速が160キロを超えない路線については、本機が使われた。

### 近年の運用
第三次鉄道改革の後で111形はDBレギオへ配属され、さらに地域輸送に集中することとなった。1998年ごろから長距離路線、特にインターレギオ列車での運行は急減し、ごくまれに長距離列車に投入される程度となっている。
Sバーンの場合、1993年以降は旧東ドイツ国鉄の143形による置き換えが始まり、1997年6月に本機は全機Sバーン運行から外れた。その後、ニュルンベルクSバーンで2010年12月から2013年初頭までの期間、442形電車の運行に向けた整備が未了であったため、本機とプッシュプル方式の客車による列車が、代走列車として運転された。
貨物列車での運用は、登場当初にわずかな事例があるのみである。
1990年初期から大量に普及された二階建て客車は本機とともに運行され、ドイツの幹線鉄道路線における現代的な地域旅客輸送手段という印象を与えた。しかし最近では新しい146形や、他から転用されてきた114形が本機を置き換えつつある。この傾向は従来の通常型客車けん引でも同様である。それでも111形は技術的な多様性や、高い最高速度といった特性が評価され、幅広い運行分野で活用され続けてきた。
新型の146形は当初、141形・110形や143形といった在来機の増強用という位置づけで導入されたため、本形式の廃車は長らく検討されなかったが、2013年以降は寿命に達すると判断された車両より順次車籍抹消のうえで廃車・解体が開始された。なお、全廃時期は未定である。

## 車体と主要機器
機関車の構造は基本的に110形と似ているが、部分的に改善または拡充されたところがある。機械構造では、車輪が連珠形リンク (Lemniskatelink) で支持される新型台車が特徴的で、台車と車体の間には防振ゴムとコイルばねを組み合わせた「フレキシコイルばね」が設けられた。電気的では、110形や140形と同じWB372形主電動機および変圧器が採用されている。111形の駆動方式には当初103形と同じカルダン軸リンク式が計画されたが、これは160km以上の高速走行に最適化されているため、110形と同じ半吊り掛け式となった。
屋根にはワンアーム形パンタグラフSBS65形が設置される予定だったが、1次車から3次車の一部に採用されたものの、すぐ菱形パンタのDBS54形に交換された。147号機以降は全てSBS65形が搭載され、5次車からは新型のSBS81形が搭載されている。1980年の初め、4両に新しいパンタグラフのWBL79形を、試験目的で搭載した記録が残っている。なお、SBS65形は103形の交換用としても搭載されたため、初期に製造された111形には、103形に付いていたDBS54a形を転用した車輌があり、現在でも交換されていない。
変圧器は機械室の中間に位置しており、機械室の部屋割りは変圧器の前後に中央機械室通路がある形になっている。主電動機は (Schaltung) はサイリスタ制御加速28段となっている。主電動機は加速用とは異なる固有のブレーキ抵抗器の作用により、発電ブレーキが使えるようになっている。発電ブレーキ時に発生する熱は、屋根の送風機を経て放出される。ブレーキ回路は110形のラストグループに設置されたホール素子を通じて同じように制御される。111形には電気ブレーキ以外に圧縮空気ブレーキ・補助ブレーキ・紡錘形非常用ブレーキ (Spindelhandbremse) 台車当たり一機が設置されている。常用制動 (Betriebsbremsung) の場合、機関士のブレーキ弁とブレーキ調整装置 (Bremssteller) を通じて電気ブレーキのみが作用し、空気ブレーキは動作しない。非常制動 (Schnellbremsung) の場合は、空気ブレーキも発電ブレーキも作動する。発電ブレーキが失効した場合は、空気ブレーキがすぐに立ち上がるようになっている。現在では、圧縮空気ブレーキにだけではなく電気ブレーキにも作動する電気的な空転・滑走防止装置 (Gleitschutz) が改良されて搭載されている。
主電動機の制御回路及び主回路は、110形のものとほとんど変わらなかったが、新たに追加された過電流検出器は111形の運転を楽なものにした。機関車は過電流調整レバーまたは牽引力調整装置を通じて選択的に制御される。牽引力の制御 (Z-Steurung) は、指定された牽引力を機関士の追加操作なしでほぼ一定に保ち続ける。過電流検出器は回路に挿入され、電動機電流、パンタグラフからの受電電流,、主電動機端子電圧が許容最大値を超えないようにする。自動式車輪空転・滑走防止装置 (Schleuderschutz) は、その検出器からレールとの摩擦係数低下や車輪空転傾向を検出した場合、自動的にノッチを落とし、または空転予防ブレーキ装置を作動させる。本機とのプッシュプル列車は、36本の制御線を持つジャンパーケーブルを引き通すことによって制御される。当初Sバーン用として指定された、111号機から188号機までには、一部は工場出場時から、または工場出場後に多重時間プッシュプル制御装置 (Zeitmultiplexe Wendezugsteuerung, ZWS) 及び付加的な多重周波数列車制御装置 (Frequenzmultiplexe Zugsteuerung) が設置された。1990年代中期に、いくつかの旧Sバーン用機関車に多重時間重連運転制御装置 (Zeitmultiplexe Doppeltraktionsteuerung, ZDS) が装着され、現在までにほぼ全ての111形に搭載された多重時間及び多重周波数制御装置は改良されたものである。
I60型点型列車制御装置は本機の工場出場時に装着された。リレー論理回路を基にした制御装置は、速度を時間関係だけで検出するため、本機が140 km/h以上で走行する場合に、機関助士を必要とした。人力を減らしつつ、安全性を高める為に、点型列車制御装置はコンピュータ技術の応用でのI60Rに改良・開発された。I60Rは機関車の運転方式を経路に従って認識し、信号冒進 (Signalüberfahrung) にもっと早く反応できる。フランクフルト車両基地では、さらに新技術の列車制御装置が160キロ走行する111形に設置された。